# 大型ミリ波望遠鏡
大型ミリ波望遠鏡（Large Millimeter Telescope, LMT）は、メキシコに建設された口径50mの電波望遠鏡である。メキシコ国立天文光学電子工学研究所およびマサチューセッツ大学が運用を行う。

## 概要
1997年に設置場所がメキシコ中央部プエブラ近郊のシエラネグラ山山頂(標高4600メートル)に決定し、道路や基礎工事が開始された。2006年10月22日にXバンドでのファーストライト及び落成式典を行い、その後鏡面精度の測定や駆動系の試験などがおこなわれている。
短ミリ波の観測できる電波望遠鏡としては、国立天文台野辺山宇宙電波観測所の45m電波望遠鏡を抜いて世界一の口径である。

## 観測装置
大型ミリ波望遠鏡には、星間分子の放射を観測するヘテロダイン受信機が3種類(SEQUOIA、赤方偏移観測システム、1mm帯SIS受信機)、星間塵が放射する連続波受信機が2種類(AzTEC、SPEED)搭載される予定である。このうちSEQUOIAは5大学電波天文台14m電波望遠鏡に、AzTECはジェームズ・クラーク・マクスウェル望遠鏡に搭載され、既に観測が実行されている。